# Força normal

F_{n} representa a força normal.

Em física, força normal (Fn) é a força entre duas superfícies em contato. Essa força é perpendicular  à superfície, e por isso o nome "Força normal". Erroneamente, pensa-se que a força normal é uma força de reação à força peso ({\displaystyle P=mg}) devido a 3° Lei de Newton. Forças apenas constituem um par ação e reação se são aplicadas em corpos distintos. Para um corpo sobre uma superfície plana e horizontal a força Peso é aplicada sobre o corpo pelo campo gravitacional do planeta Terra, e a força normal também é aplicada sobre o mesmo corpo, mas pela superfície de contato. Nos casos em que há condição de equilíbrio, a força normal e gravitacional têm mesma intensidade. Além de aplicarem-se no mesmo corpo, Peso e força normal têm origens diferentes (força peso tem origem no campo gravitacional, e força normal tem origem eletromagnética) e portanto não pode ser caracterizada como um par ação-reação.
A força é chamada de normal porque é termo utilizado em Física quando há formação de um ângulo de 90° entre duas direções, no caso a direção da superfície e a direção da força, ou seja, a reação é perpendicular à superfície de apoio.
A força normal tem origem eletromagnética e microscópica. Sabendo-se que corpos são formados por átomos e que átomos possuem uma região negativa chamada de eletrosfera, quando a eletrosfera dos átomos de uma superfície é aproximada da eletrosfera dos átomos da outra superfície, surge a interação entre os campos elétricos de ambos, gerando então uma força de repulsão. Esta força de repulsão é o que afasta os corpos uns dos outros, gerando uma força que seja normal às superfícies e que tenha uma intensidade que cresça quanto mais se tenta aproximar as duas superfícies de contato. Com mesma origem da força de atrito, a força normal é utilizada para calcular a força de atrito estático ou dinâmico entre duas superfícies segundo a equação: {\displaystyle F_{at}=F_{n}.\mu } , sendo μ o coeficiente de atrito entre as superfícies.
É utilizada para calcular a força de atrito, pois 
A força normal, sendo uma força, é uma grandeza vetorial com módulo, direção e sentido. Assim, num corpo qualquer, os vetores da força normal terão os seguintes valores:
- Módulo ou intensidade: igual ao da compressão que a superfície recebe;

- Direção: perpendicular à superfície de apoio;

- Sentido: do apoio para o corpo.

Em outras palavras, a força normal é força de superfície contra superfície.
A força normal existe sempre que há contato entre o corpo e a superfície de apoio, independentemente de essa superfície ser ou não horizontal. A direção da força é sempre perpendicular à superfície de apoio.

## Equações

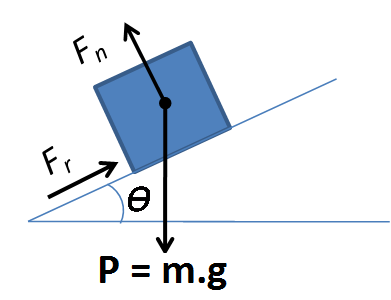
Forças num plano inclinado, peso (P), a força de atrito (F_{at}), e a força normal (F_{n}) impactando um cubo. Peso é massa (m) multiplicado pela gravidade (g)

Em um caso simples em que um objeto está em repouso em cima de uma mesa, a intensidade da força normal no objeto é numericamente igual, e em direção oposta à força gravitacional (ou ao peso do objeto) que é, {\displaystyle N=P=mg}, onde m é a massa do objeto e g é a aceleração gravitacional (cerca de 9,81 m/s² na Terra). A força normal aqui representa a força aplicada pela mesa no objeto, e requer que a mesa seja robusta o suficiente para aplicar a força normal sem quebrar.
Quando um objeto está em repouso em plano inclinado, a força normal é perpendicular ao plano que o objeto está apoiado. Ainda assim, a força normal será necessária para prevenir que o objeto afunde através da superfície, presumindo que a superfície seja robusta o suficiente. A intensidade da força normal pode ser calculada como:
{\displaystyle N=mg\cos(\theta )}
onde N é a força normal, m é a massa do objeto, g é a aceleração gravitacional, e θ é o ângulo entre o plano inclinado medido da horizontal.
A força normal é uma das várias forças que agem no objeto. Em situações simples, até aqui consideradas, as mais outras importantes forças agindo são a de atrito e a força da gravidade.

### Usando vetores
No geral, a magnitude da força normal, N, é a projeção da força de interação da rede da superfície, T, na direção normal, n, então o vetor força normal pode ser achado através produto escalar da direção normal pela força de interação da rede da superfície. A força de interação da rede da superfície, por sua vez, é igual ao produto escalar da unidade normal com o Tensor tensão de Cauchy descrevendo o estado de tensão da superfície. Que é,
{\displaystyle \mathbf {N} =\mathbf {n} \,N=\mathbf {n} \,(\mathbf {T} \cdot \mathbf {n} )=\mathbf {n} \,(\mathbf {n} \cdot \mathbf {\tau } \cdot \mathbf {n} ).}
Ou na notação indicial,
{\displaystyle \ N_{i}=n_{i}N=n_{i}T_{j}n_{j}=n_{i}n_{k}\tau _{jk}n_{j}.}
O componente paralelo da força de contato é conhecido como força de atrito ({\displaystyle F_{f}r\ }).
O coeficiente de atrito estático para um objeto em um plano inclinado pode ser calculado como:
{\displaystyle \mu _{s}=\tan(\theta )}
para um objeto no ponto de deslizar, onde θ é o ângulo entre o declive e a horizontal.

## Exemplos práticos
Exemplo de força normal poderá ser visto em um objeto sobre uma mesa. A força peso, que é uma grandeza vetorial, forçará o objeto para baixo devido à gravidade, mas como há um contato entre o objeto e a mesa, o objeto não cairá, mas comprimirá a superfície. Todavia, há de salientar que não é a força peso que é responsável pela força normal. A força peso é uma força de campo, enquanto a força normal é uma força de contato. Obviamente são forças de tipo diferente.
É importante destacar que as forças normais são exercidas necessariamente na região de contato dos corpos com a superfície de apoio. A força peso e a força normal não constituem um par de ação e reação, a começar por terem naturezas (gravitacional e eletromagnética) e agentes diferentes (a Terra e a superfície de apoio).
Em outras palavras, a força normal é a reação da compressão que é exercida sobre a superfície. A mesma força exercida pelo peso do objeto poderia, por exemplo, ser exercida por um ser humano empurrando a superfície da mesa, tendo a força normal sentido cima para baixo; ou ainda empurrando uma porta, tendo a força normal sentido esquerda para direita relativamente para um observador localizado à direita do agente e com visão perpendicular à força).
Quando se pressiona uma campainha há força normal: o seu dedo (corpo A) contra a campainha (corpo B ou apoio) exerce uma força, ao mesmo tempo que existe a reação (Terceira lei de Newton): a campainha exerce força contra o seu dedo. Ambas as forças possuirão mesma direção (horizontal) mas sentidos contrários: a força normal que é gerada na campainha tem sentido da campainha para o dedo (do apoio para o corpo).